# BMW M10
BMW M10 ist die interne Bezeichnung für eine Baureihe von Verbrennungsmotoren (Ottomotoren) des deutschen Automobilherstellers BMW.
Es handelt sich dabei um Vierzylinder-Reihenmotoren mit 1,5 bis 2 Litern Hubraum und OHC-Ventilsteuerung. Die von einer Rollenkette angetriebene Nockenwelle im Querstromzylinderkopf betätigt pro Zylinder über Kipphebel zwei V-förmig hängende Ventile. Eine weitere Rollenkette treibt die Ölpumpe an. Der M10 wurde erstmals in der 1961 präsentierten Neuen Klasse von BMW eingesetzt und blieb bis 1988 in der Produktion. Das grundsätzliche Konstruktionsprinzip mit 100 mm Zylinderabstand und Grauguss als Motorblockmaterial wurde bei der Entwicklung des Sechszylinder-BMW M30 übernommen, der M10 bildete zudem die Basis für den BMW S14.
In seiner langen Karriere wurde der Motor auch in Tourenwagen, in Rallye-Fahrzeugen und im Formelsport eingesetzt. Mit dem M12/13/1* erreichte der Motor in der Formel 1 Anfang der 80er Jahre seine höchste Entwicklungsstufe.

## Serienmotoren

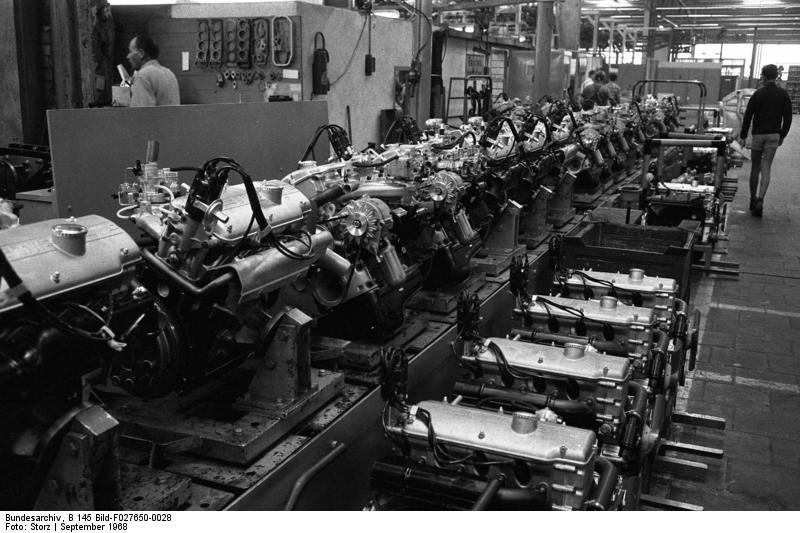
Produktion des M10 in München, 1968

### Nomenklatur
Ab 1963 wurden bei BMW neue Regeln für die Namensgebung bei Fahrzeug- und Motor-Projekten eingeführt; Fahrzeugprojekte erhielten ein Exx und Motorprojekte ein Mxx, wobei der Buchstabe jeweils von einer bei 01 startenden Nummer gefolgt wurde. Dies wurde noch nicht für die ersten Vierzylinder-Motoren der Neuen Klasse angewendet, da der ursprüngliche M113-Motor bereits Ende der 1950er Jahre entwickelt wurde, dieser wurde dann weiterentwickelt zum M115, der im BMW 1500 im Jahre 1961 debütierte; erst der wiederum weiterentwickelte Zweiliter-Motor des BMW 2000 erhielt dann im Jahr 1965 den Namen M05.
Die Nummerierung folgte keiner Systematik, sondern erfolgte rein chronologisch.
Da Ende der 1970er Jahre dieses System bei Nummern knapp unter 100 angelangt war, wurde ab 1980 rückwirkend eine neue, ordnende Systematik eingeführt:
| Bezeichnung | Zylinderzahl | Zylinderabstand | Bauzeit   | Kommentar                              |
| ----------- | ------------ | --------------- | --------- | -------------------------------------- |
| M10         | 4 (Reihe)    | 100 mm          | 1962–1988 | Alle Vierzylinder                      |
| M20         | 6 (Reihe)    | 91 mm           | 1976–1992 | „Kleine“ Sechszylinder (2,0–2,7 Liter) |
| M30         | 6 (Reihe)    | 100 mm          | 1968–1994 | „Große“ Sechszylinder (2,5–3,8 Liter)  |

Für die einzelnen Unternehmensbereiche wurden unterschiedliche Kennbuchstaben festgelegt: M (inzwischen auch N) steht für „BMW AG/Personenwagen“, S steht für „M(otorsport) GmbH“ (straßenzugelassene Hochleistungstriebwerke und Rennsportmotoren bis 2002), A steht für „Motorrad“, P steht für „professionelle Rennsportmotoren“ (seit 2002) und W  für „Marine, stationär usw.“. So bekamen die Motoren der M GmbH (früher Motorsport GmbH) den Buchstaben S vorangestellt, die nachfolgende Nummer orientiert sich in der ersten Ziffer an der Basisfamilie; der S14 basiert also auf dem M10 und der S38 auf dem M30. Seit den frühen 2000er Jahren erhalten reine Rennsportmotoren das P (Beispielsweise P54 für eine Rennsportversion des S54, welcher im E46 320i WTCC eingesetzt wurde). Dieses System wird bei BMW bis heute angewendet. Zur besseren Unterscheidung werden die Motoren von 1963–1980 häufig mit einem * gekennzeichnet.

### Motorvarianten
Konstruiert wurde der Motor von Alexander von Falkenhausen, der anstatt des in Auftrag gegebenen 1,3-Liter-Motors einen Motor mit 1,5 Liter Hubraum entwarf und dabei schon eine Vergrößerung auf bis zu zwei Litern einplante.
Zur Gemischaufbereitung des ursprünglichen 1,5-Liter-Motors mit 75 bzw. 80 PS diente ein einzelner Fallstromvergaser. Auf diese Grundkonstruktion folgten Varianten mit 1,6, 1,8 und 2 Litern Hubraum. Mit einem Vergaser kamen die Zweilitermotoren auf 100 PS, die mit zwei Flachstrom-Doppelvergasern ausgerüsteten Modelle leisteten zwischen 105 und 120 PS. Die Modelle 2000/2002 tii/520i mit mechanischer Kugelfischer-Einspritzung kamen auf 130 PS. Der 1973 vorgestellte 2002 turbo erreichte mit Abgasturbolader sogar 170 PS.
1981 folgte für den BMW E28 auch eine 1766-cm³-Variante des Motors mit K-Jetronic-Saugrohreinspritzung.
Ende der 1980er Jahre wurde im BMW M3 (Modellreihe E30) der BMW S14-Vierventiler erst auf 2,3, dann 2,5 Liter und bereits in der Serienversion über 200 PS ausgebaut. Der S14 basiert von der Konstruktion auf einem leicht modifizierten M10-Motorblock und einem gekürzten Zylinderkopf des Sechszylinder-BMW M88* (der auch im BMW M1 verwendet wurde). Er hatte wie dieser Einzeldrosselklappen, aber eine elektronische statt einer mechanischen Einspritzung.

BMW M10 Serien- und Tuningmotoren
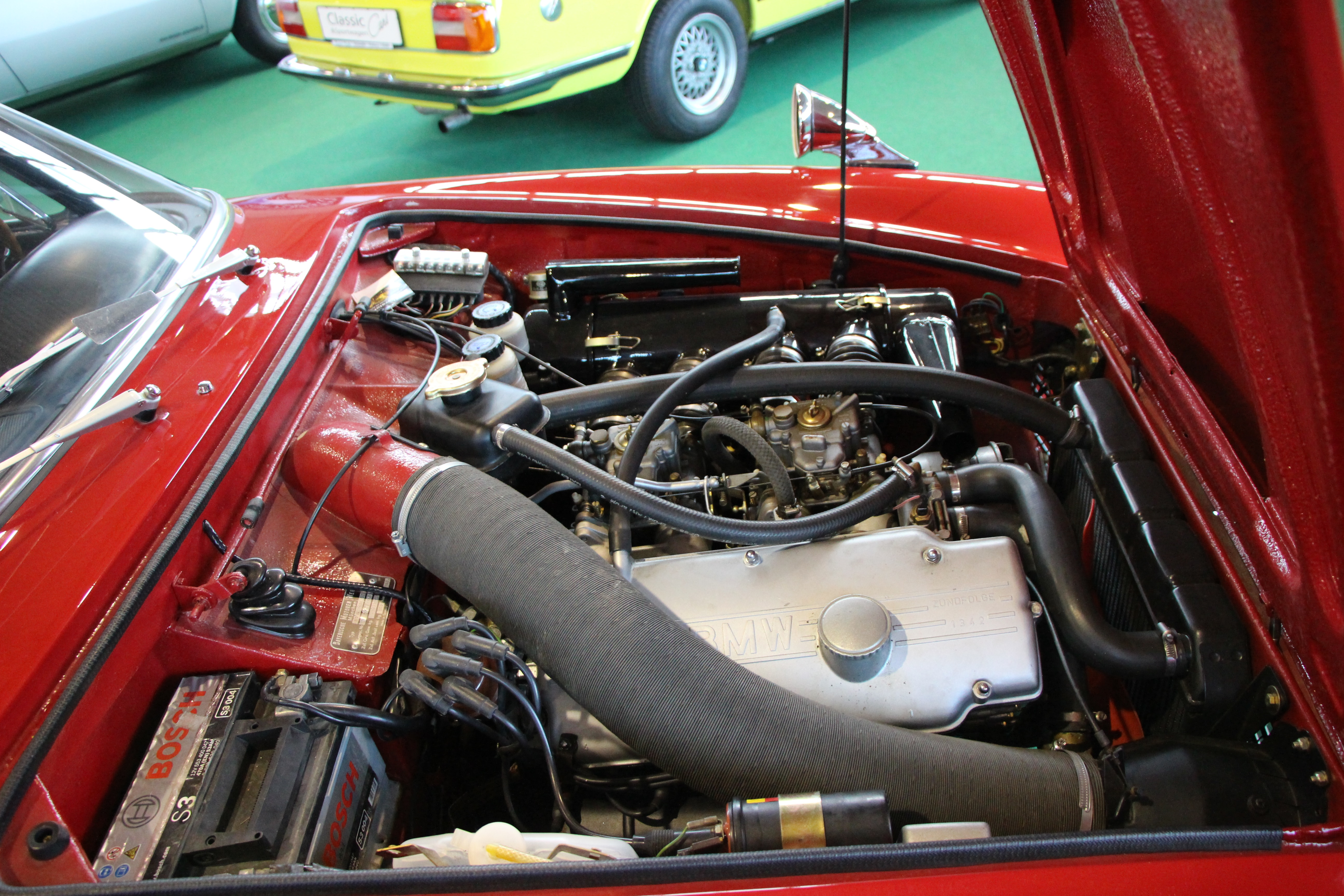
M10 Motor im BMW 1600 GT, 105 PS (1967)
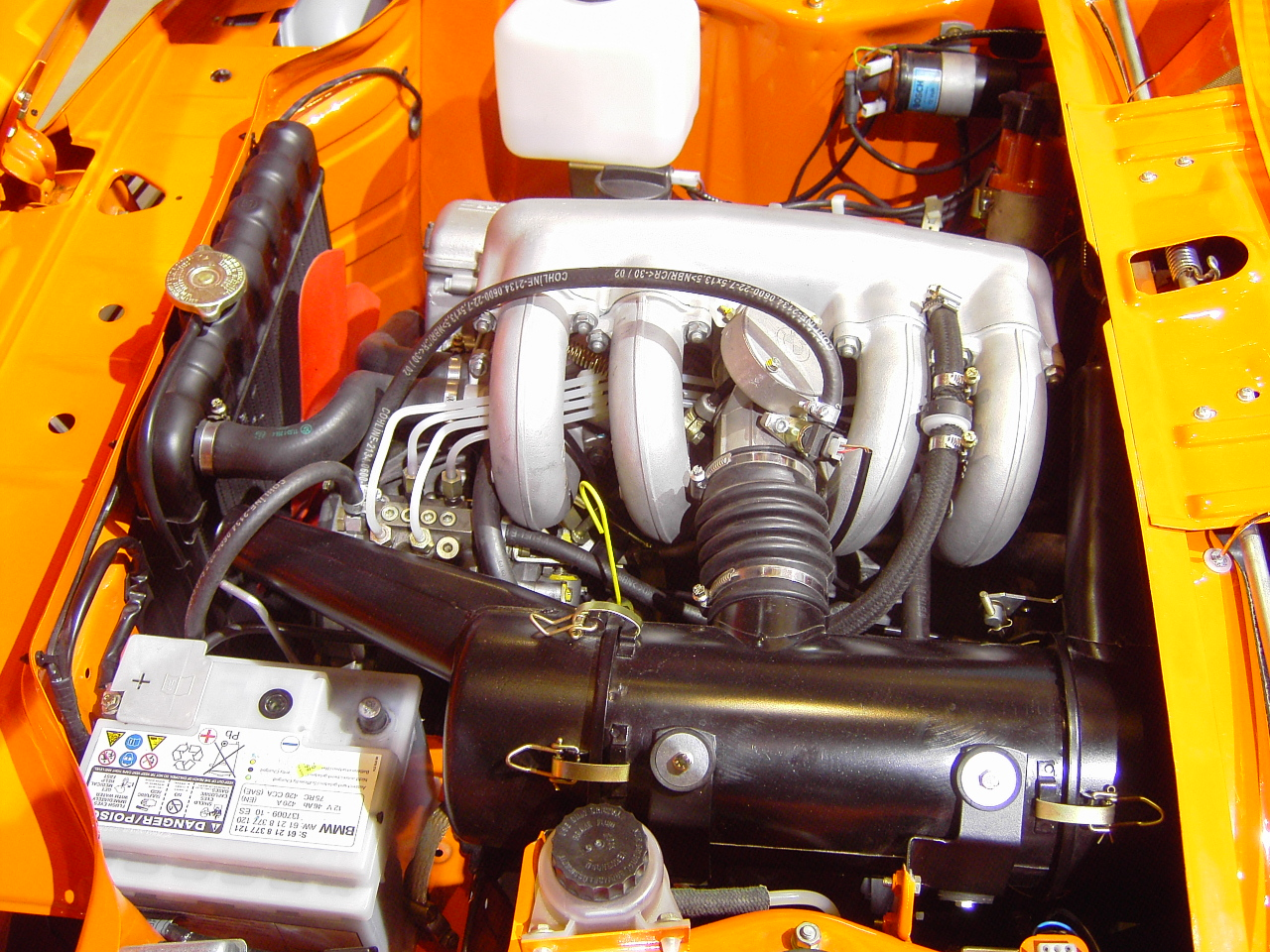
M10 Motor aus dem BMW 2002 tii mit Kugelfischer-Einspritzung
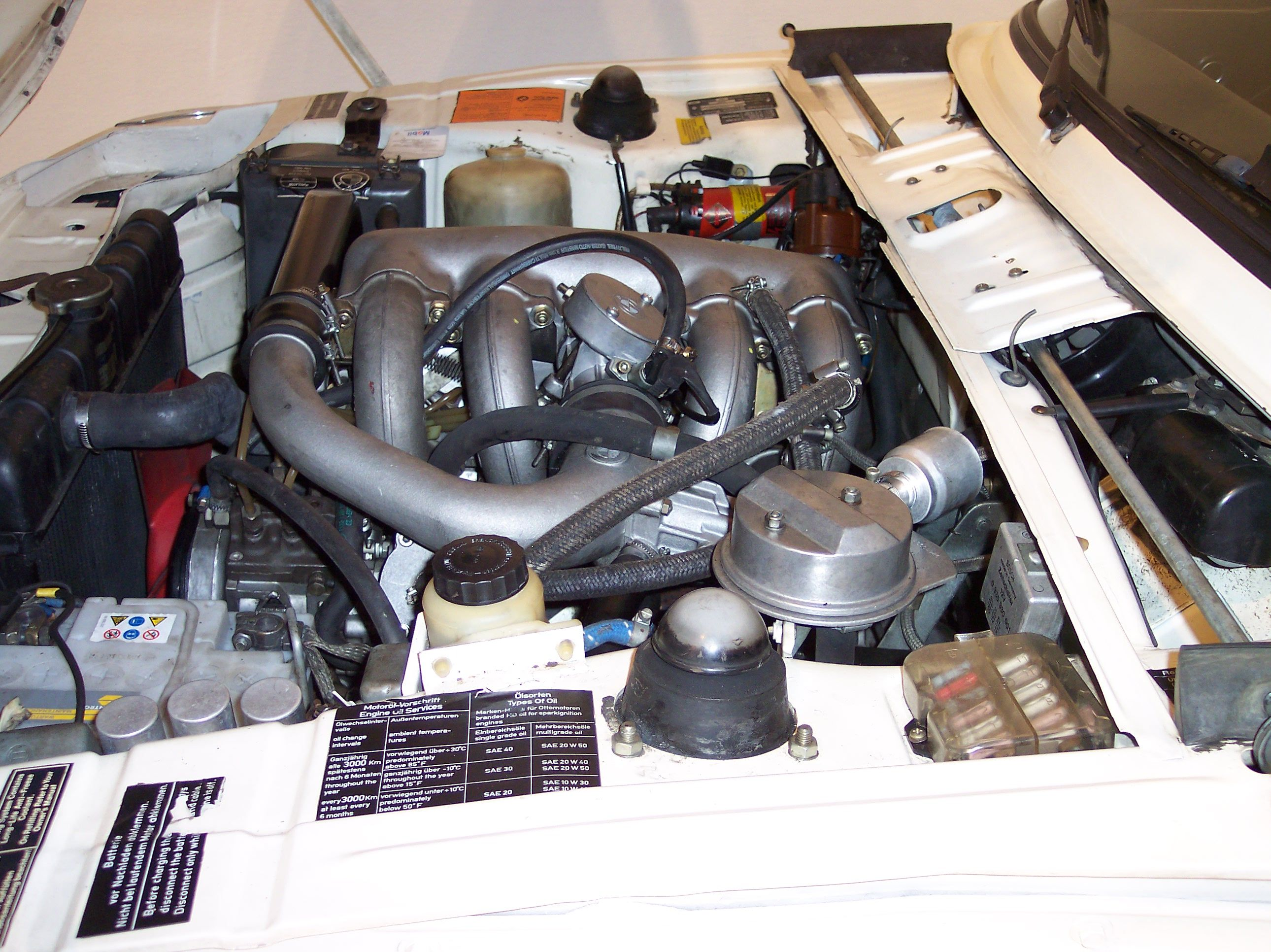
M10 Motor des BMW 2002 turbo mit Kugelfischer-Einspritzung
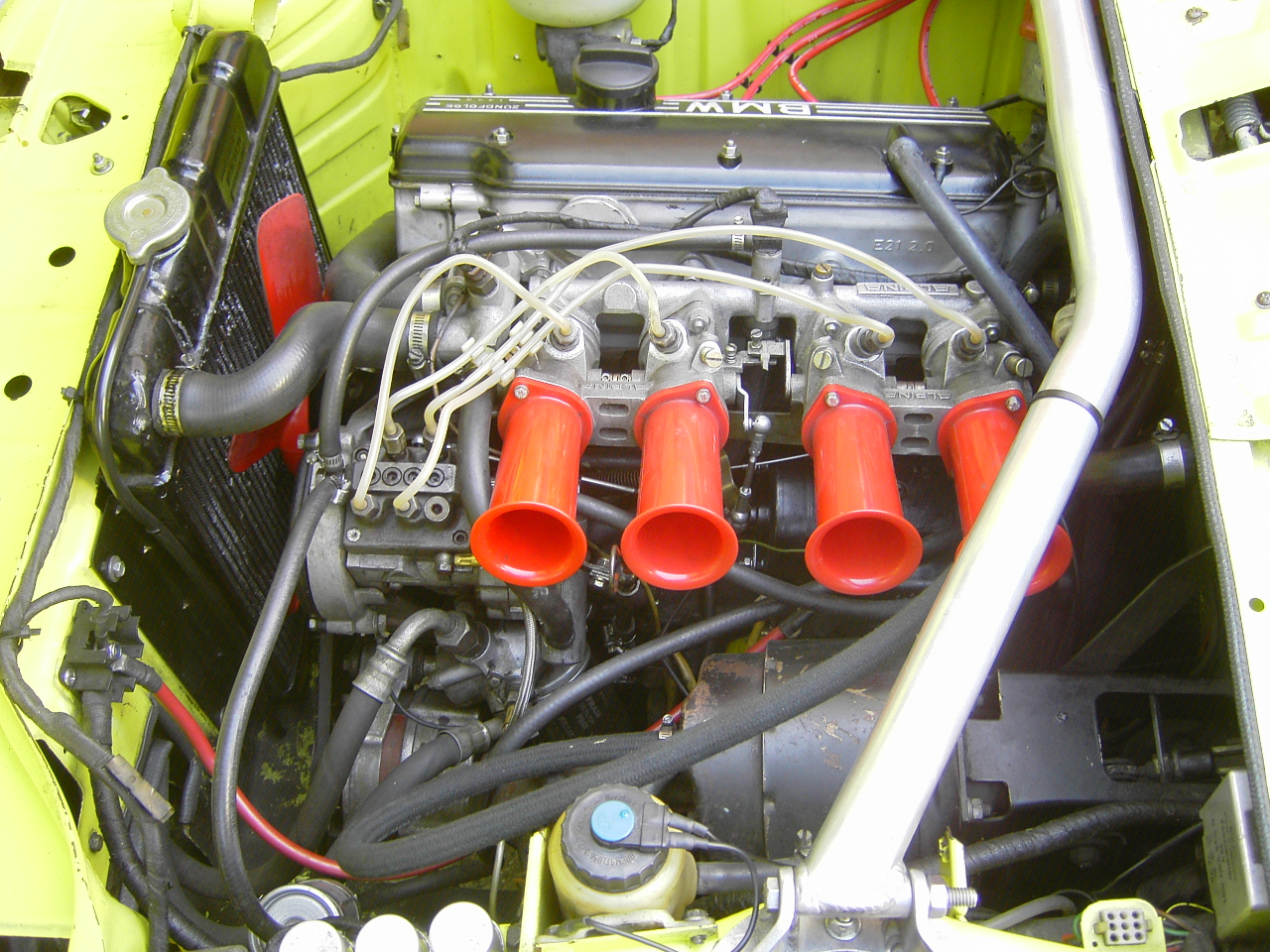
M10 Motor BMW 2002 tii Alpina A4 mit Kugelfischer-Einspritzung und Alpina Einzeldrosselanlage
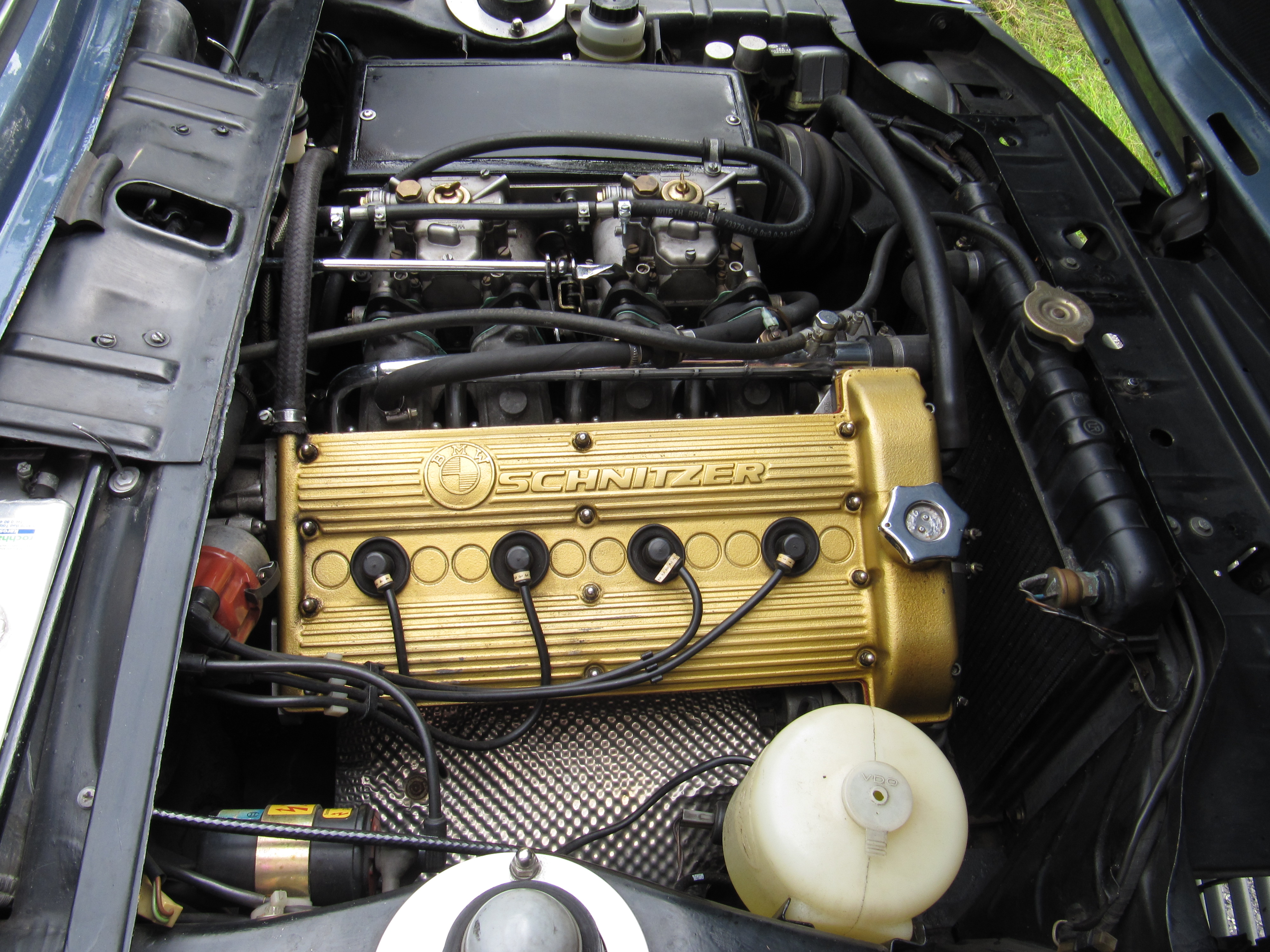
M10 Motor mit Schnitzer 16V-Zylinderkopf in einem BMW 2002
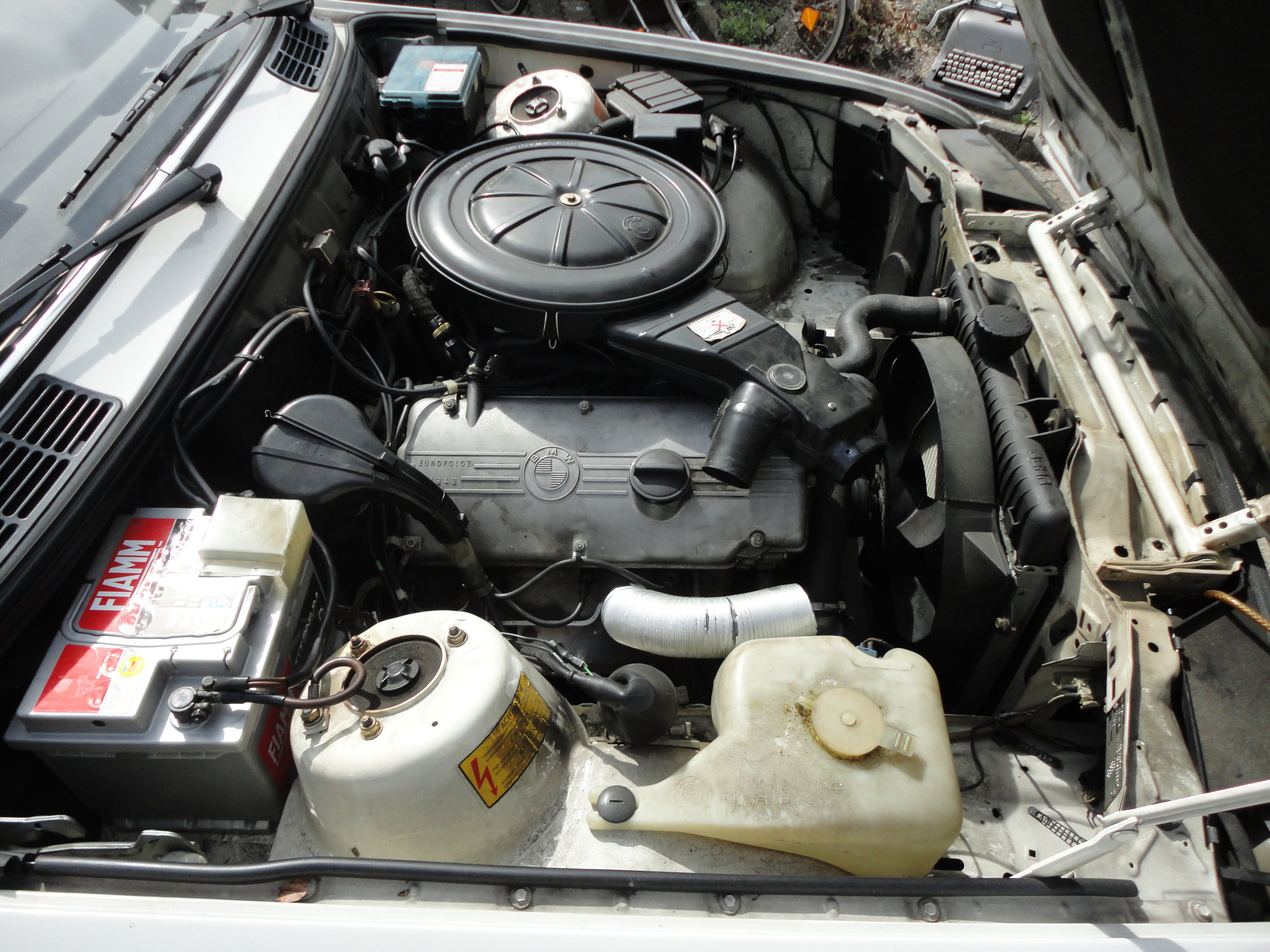
M10 Motor des BMW E30 mit Pierburg 2BE Vergaser
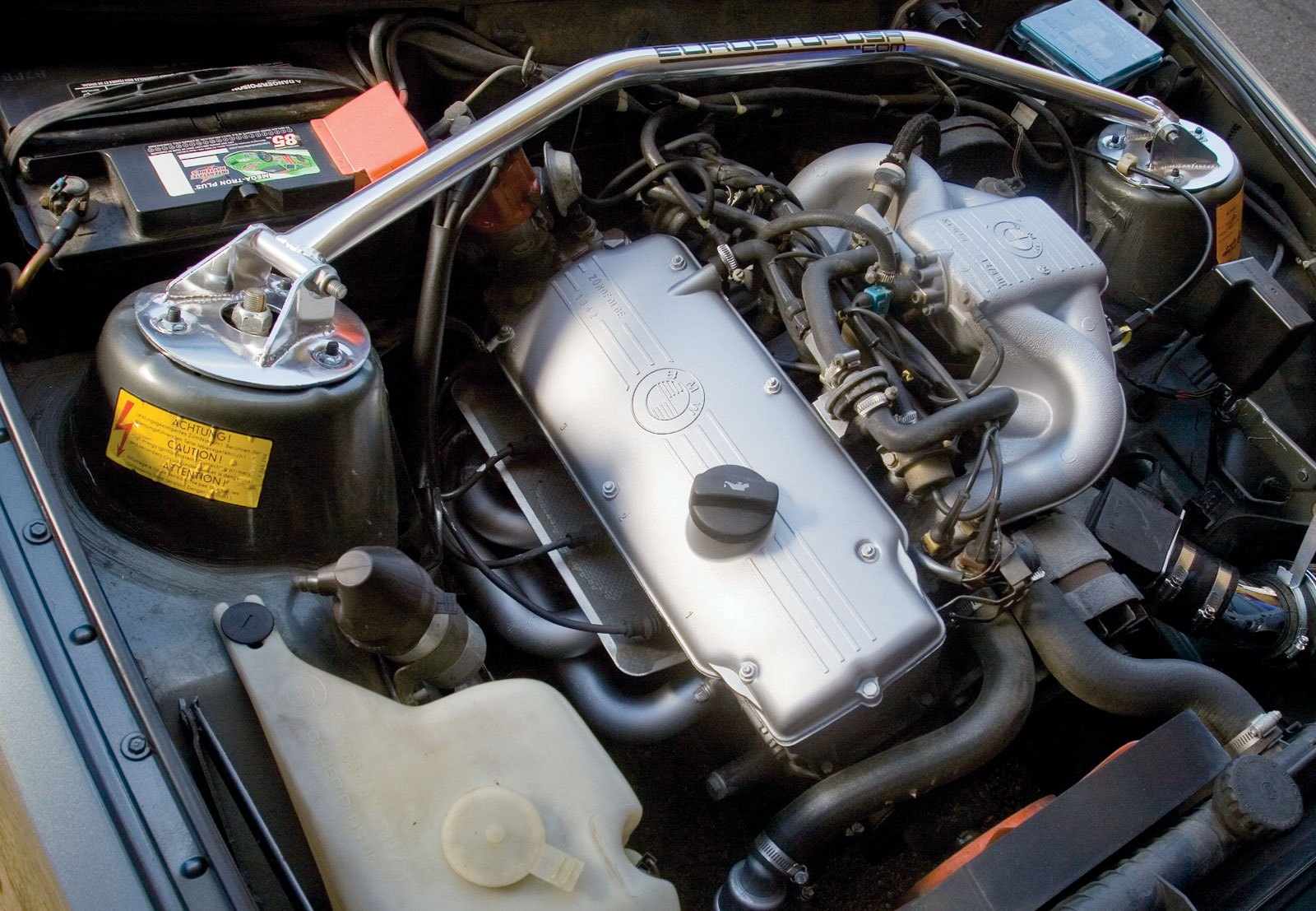
M10 Motor des BMW E30 mit L-Jetronic

## Rennmotoren
Während BMW es bei den Serienmotoren bis in die 1970er Jahre bei 2 Ventilen je Zylinder bewenden ließ, kamen im Laufe der Tourenwagen-Europameisterschaft Kugelfischer-Einspritzungen mit Einzeldrosselklappen oder Flachschiebern sowie Vierventil-Zylinderköpfe zum Einsatz. In der Formel 2 (wo die Motoren auf Basis des M10 extrem erfolgreich waren) und der Deutschen Rennsportmeisterschaft waren damit schon 300 PS möglich. In dieser Zeit entwickelte auch Schnitzer Motorsport einen Vierventil-Zylinderkopf für den BMW M10, alle anderen Vierventiler kamen vom Werk. Dieser war primär für den Einsatz in Tourenwagen und Rallyefahrzeugen vom Typ BMW 02 konzipiert.

### Formel 3
Für die Formel 3 gab es basierend auf dem Zweiventilmotor M10 einen Motor für die Formel 3 mit der formal gleichen Typbezeichnung M70 wie der spätere Zwölfzylinder BMW M70. Damals schrieb das Reglement 2 Liter Hubraum, maximal 4 Zylinder sowie Kurbelgehäuse und Zylinderkopf eines mindestens 5.000 mal hergestellten Serienmotors vor. Für die Saison 1976 wurde der Motor mit Flachschieber und Kugelfischer-Einspritzung mit 165 PS angegeben.

### Formel 2

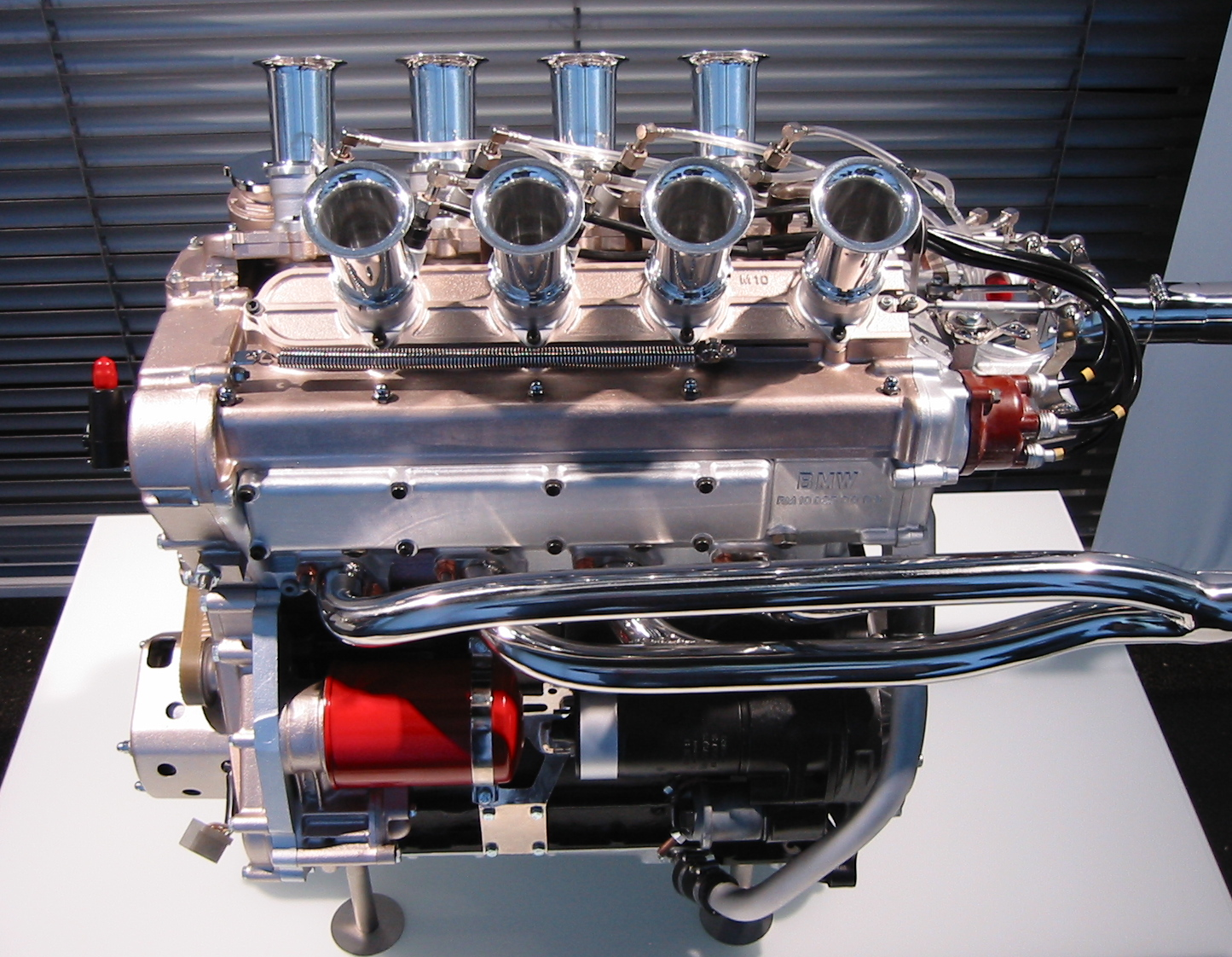
BMW Formel 2 Rennmotor M10* aus dem Brabham BT7, 1966

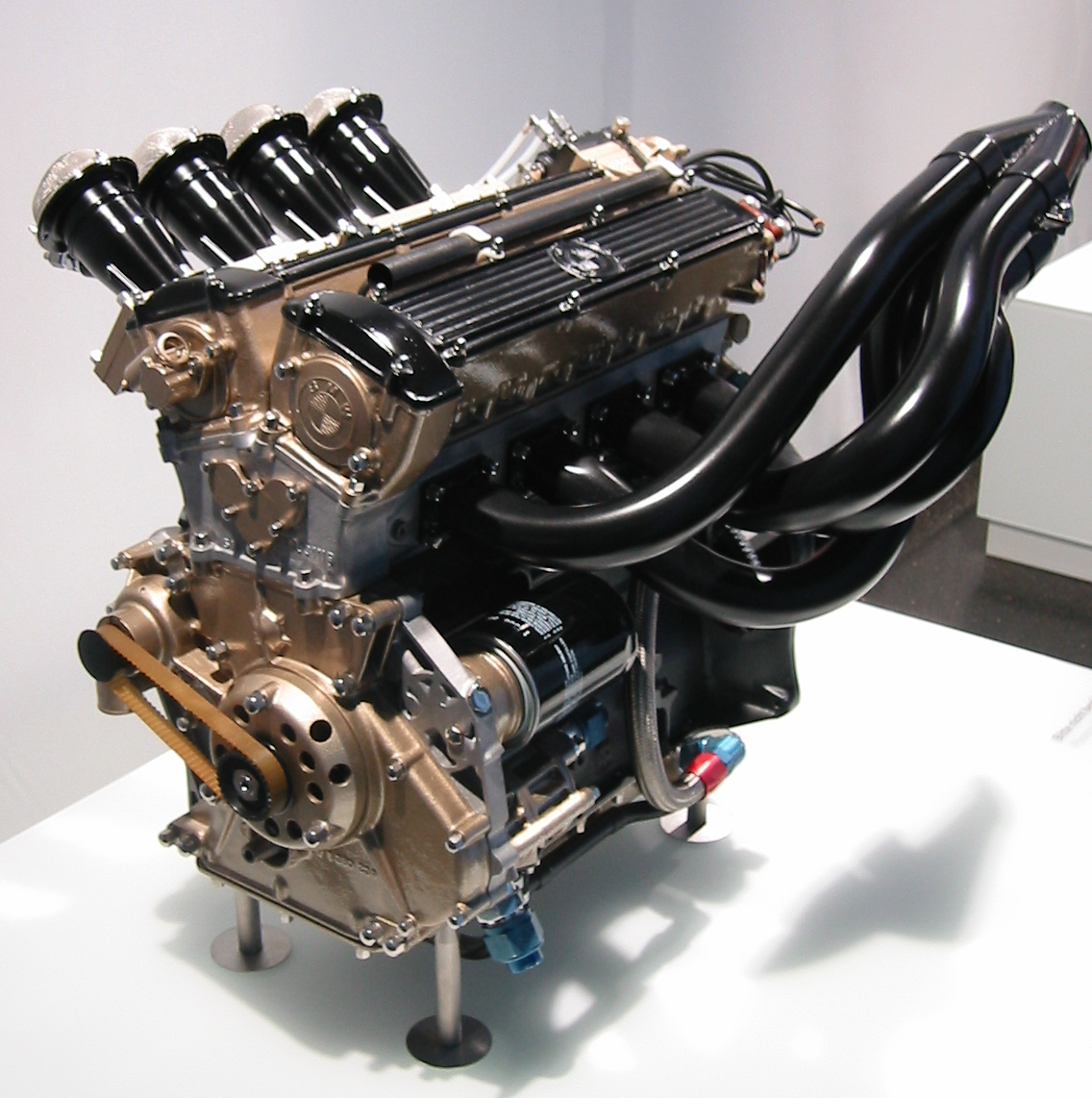
BMW Formel 2 Motor M12/7*, 1976

1966 wurde der neue Formel-2-Rennmotor BMW M10* mit dem von Ludwig Apfelbeck erdachten Vierventil-Zylinderkopf fertig, dessen Steuerung längere Zeit geheim gehalten und im Juli 1967 ausgelegt wurde. Abgeleitet vom Serienmotor des BMW 2000 besaß der DOHC-16V-2-Liter-Motor eine Kugelfischer-Einspritzung und eine Flachschieberanlage. Der Hubraum betrug 1990 cm³ (Bohrung × Hub: 89 mm × 80 mm), sein größtes Drehmoment von 236 Nm erreichte der Motor bei 8000 min−1. Die Höchstleistung wird mit 191 kW (260 PS) bei 8500 min−1 angegeben.
Alexander von Falkenhausen nutzte den M10* für seine Weltrekordfahrten mit dem BMW F1 2000 (Chassis Brabham BT7) über 500 Meter und die Viertelmeile. Zudem kam der M10* im „Monti“ Bergspider (Lola T120) zum Einsatz.
Die theoretischen Vorteile der Apfelbeck-Zylinderkopfkonstruktion bestanden in einem sehr guten Ladungswechsel durch größtmögliche Ventilöffnungen und der thermischen Unempfindlichkeit aufgrund der nicht nebeneinanderliegenden Auslassventile. Die Nachteile dieses Motors waren neben einem ungünstigen Verhältnis von Hub, Bohrung und Kanaldurchmesser sowie dem außerordentlich komplexen Ventiltrieb unter anderem die aufgrund des großen Volumens des halbkugelförmigen Brennraums notwendige Überhöhung des Kolbenbodens zur Erzielung einer ausreichenden Verdichtung, was aber eine Erhöhung des Kolbengewichts zur Folge hatte. Zudem sorgten die in den Kolbenboden eingefrästen Ventiltaschen für einen insgesamt zerklüfteten Brennraum und der Ladungswechsel-Vorteil verkehrte sich bei niedrigen Drehzahlen ins Gegenteil, da durch die großen Ventile die Einströmgasgeschwindigkeiten in den Zylinder zu niedrig wurden und es zu keiner ausreichenden Frischgasfüllung mehr kam. Dem Motor waren daher im Renneinsatz – abgesehen von einigen Beschleunigungsrekorden – keine besonderen Erfolge beschieden.
Die zeitgenössischen Cosworth-Vierventiler mit dem simpleren, dachförmigen Brennraum mit parallel hängenden Ventilen und flachem Kolbenboden zeigten, dass eine entsprechende Leistungsausbeute auch einfacher zu erreichen war. Unter der Leitung von Paul Rosche wurde 1968 zunächst der BMW M12* mit diametral (kreuzweise) gegenüberliegenden Ein- und Auslassventilen konstruiert. Dem Reglement entsprechend auf 1,6 Liter reduziert wurde er in der Formel 2 im BMW T102 verwendet. Zur weiteren Leistungssteigerung wurde dieser Motor später mit drei Zündkerzen pro Zylinder ausgerüstet, die Lucas-Einspritzung des Formel-2-Apfelbeck-M10 wurde durch eine Kugelfischer-Einspritzung ersetzt. Der im Verlauf der 1970er Formel-2-Saison erstmals eingesetzte BMW M12/2* hatte dann das heute übliche Ventilschema mit nebeneinander parallel hängenden Ventilen gleicher Funktion.
1973 entstand daraus der sehr erfolgreiche Vierzylinder-Vierventilmotor mit der Bezeichnung BMW M12/6*. Nach der Reglement-Änderung der Formel 2 nunmehr mit zwei Litern Hubraum erreichte der Motor bis zu 330 PS und diente als Basis für die großen Vierventil-Sechszylinder-Rennmotoren des Typs M49*. Die in den BMW 2002-Renntouren- und Rallyewagen eingesetzten Zweiliter-Vierventilmotoren waren allerdings von Schnitzer Motorsport. Im Gegensatz zu diesen hatten die Werks-Vierventiler BMW M12/7* Ansaug- und Auspufftrakt auf der 'falschen' Seite: (Auspuff links statt rechts, Saugrohre rechts statt links). Der BMW M12/7* Formel-2-Motor von 1976 erreichte sein maximales Drehmoment von 251 Nm bei 7500 min−1 und seine maximale Leistung von 315 PS bei 9500 min−1.

### Formel 1

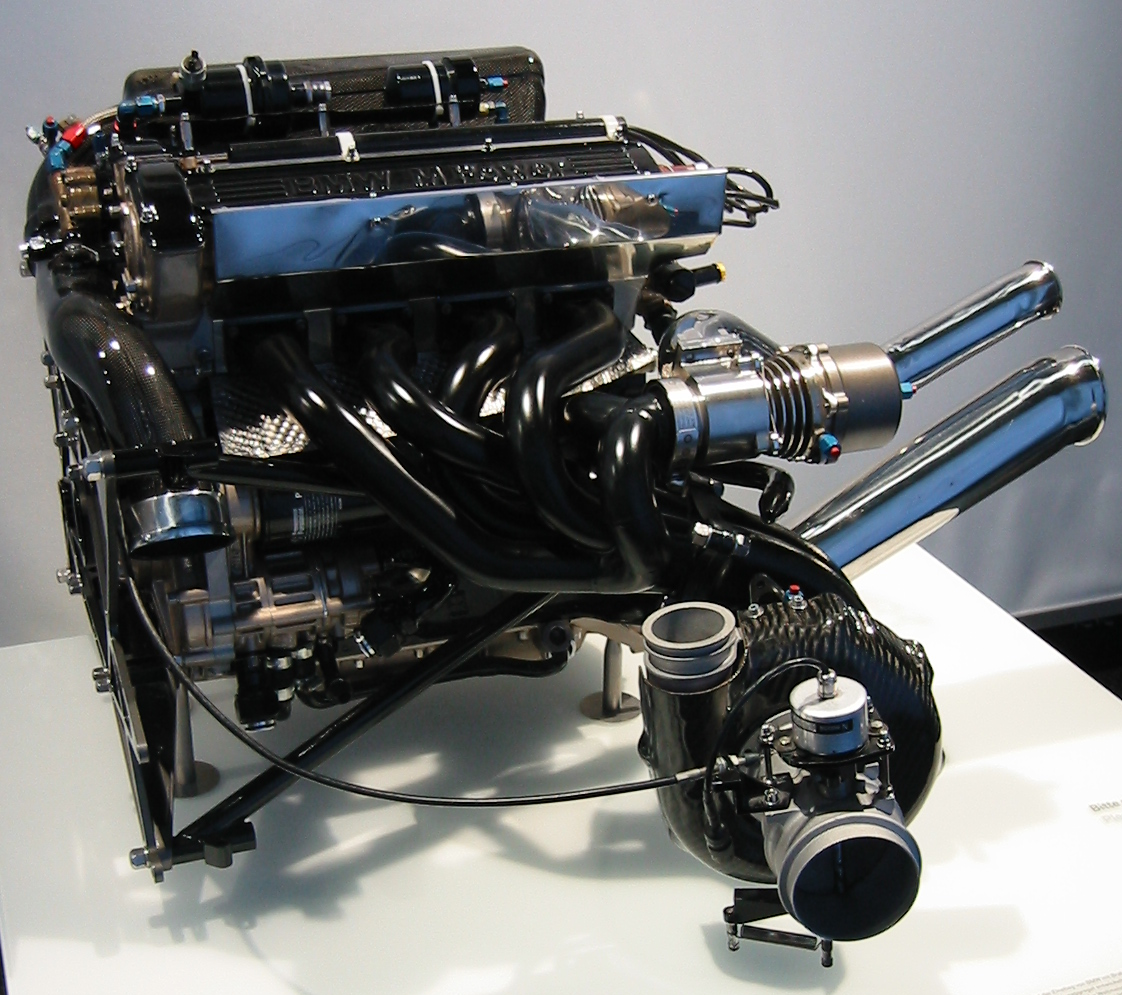
BMW M12/13* auf Basis des M10 aus dem Brabham BT52, 1983

Am 24. April 1980 gab BMW bekannt, dass sich das Unternehmen als Motorenlieferant für die Formel 1 engagieren will. BMW-Motorenkonstrukteur Paul Rosche konstruierte den BMW M12/13*, ein aus einem Vierzylinder-Serienblock auf 1,5 Liter Hubraum reduziertes Vierventil-Triebwerk, das mittels Turbolader und Spezial-Kraftstoff anfangs etwa 488 kW (650 PS) leistete. Im Laufe der Weiterentwicklung erreichte der Motor bis zu 1029 kW (1400 PS). und konnte somit bei gleichem Hubraum die 20-fache Leistung des Grundmodells abgeben. Bei dem Motor kam eine elektronisch ergänzte mechanische Kugelfischer-Einspritzung zum Einsatz.
Die Premiere in der Königsklasse des Motorsports feierte der Motor am 23. Januar 1982 mit Nelson Piquet und Riccardo Patrese im Brabham BMW beim Saisonauftakt in Kyalami. Beim fünften Renneinsatz des neuen Motors am 9. Mai 1982 sammelte Piquet als Fünfter des Belgien-Grand-Prix die ersten WM-Punkte. Den ersten Sieg errang der Brasilianer am 13. Juni 1982 beim Großen Preis von Kanada in Montreal, die erste Pole-Position am 15. August 1982 in beim Großen Preis von Österreich Zeltweg.
In der Formel-1-Weltmeisterschaft 1983 gelang BMW mit dem britischen Team der erste Formel-1-Weltmeistertitel mit einem Turbomotor. Seit dem ersten Einsatz des BMW M12/13* waren 630 Tage vergangen. Nach BMWs Rückzug 1986 wurden die Motoren in der Formel 1 unter der Bezeichnung Megatron noch bis zum Verbot der Turbomotoren 1989 eingesetzt.